# 薄松年
薄松年（1932年—2019年4月2日），男，河北保定人，中国美术史家、美术史教育家，中央美术学院教授。著有《中国美术通史》（隋唐及宋辽金两卷）、《中国绘画简史》、《中国年画史》等。